# HC La Chaux-de-Fonds
HC La Chaux-de-Fonds (celým názvem: Hockey Club La Chaux-de-Fonds) je švýcarský klub ledního hokeje, který sídlí ve městě La Chaux-de-Fonds v kantonu Neuchâtel. Založen byl v roce 1919. Švýcarským mistrem se stal celkem šestkrát, poslední titul získal La Chaux-de-Fonds v sezóně 1972/73. Poslední účast v nejvyšší soutěži je datováno k sezóně 2000/01. Od sezóny 2017/18 působí v Swiss League, druhé švýcarské nejvyšší soutěži ledního hokeje. Klubové barvy jsou světle modrá, žlutá a bílá.
Své domácí zápasy odehrává v Patinoire des Mélèzes s kapacitou 7 200 diváků.

## Získané trofeje
- Championnat / National League A ( 6× )
  - 1967/68, 1968/69, 1969/70, 1970/71, 1971/72, 1972/73

## Přehled ligové účasti
Zdroj:
- 1943–1944: Serie B (3. ligová úroveň ve Švýcarsku)
- 1945–1947: Serie A (2. ligová úroveň ve Švýcarsku)
- 1947–1955: National League B (2. ligová úroveň ve Švýcarsku)
- 1955–1958: National League A (1. ligová úroveň ve Švýcarsku)
- 1958–1961: National League B West (2. ligová úroveň ve Švýcarsku)
- 1961–1962: 1. Liga (3. ligová úroveň ve Švýcarsku)
- 1962–1965: National League B West (2. ligová úroveň ve Švýcarsku)
- 1965–1980: National League A (1. ligová úroveň ve Švýcarsku)
- 1980–1984: National League B West (2. ligová úroveň ve Švýcarsku)
- 1984–1986: 1. Liga (3. ligová úroveň ve Švýcarsku)
- 1986–1989: National League B (2. ligová úroveň ve Švýcarsku)
- 1989–1993: 1. Liga (3. ligová úroveň ve Švýcarsku)
- 1994–1996: National League B (2. ligová úroveň ve Švýcarsku)
- 1996–1998: National League A (1. ligová úroveň ve Švýcarsku)
- 1998–2000: National League B (2. ligová úroveň ve Švýcarsku)
- 2000–2001: National League A (1. ligová úroveň ve Švýcarsku)
- 2001–2017: National League B (2. ligová úroveň ve Švýcarsku)
- 2017– : Swiss League (2. ligová úroveň ve Švýcarsku)

## Účast v mezinárodních pohárech
Zdroj:
Legenda: SP - Spenglerův pohár, EHP - Evropský hokejový pohár, EHL - Evropská hokejová liga, SSix - Super six, IIHFSup - IIHF Superpohár, VC - Victoria Cup, HLMI - Hokejová liga mistrů IIHF, ET - European Trophy, HLM - Hokejová liga mistrů, KP – Kontinentální pohár
- EHP 1968/1969 – 3. kolo
- EHP 1969/1970 – 3. kolo
- EHP 1970/1971 – 2. kolo
- SP 1971 – Základní skupina (5. místo)
- EHP 1971/1972 – 2. kolo
- EHP 1972/1973 – 1. kolo
- EHP 1973/1974 – 1. kolo